# 郵差總按兩次鈴
《郵差總按兩次鈴》（The Postman Always Rings Twice）是詹姆斯·凱恩的小說作品，曾入選20世紀百大英文小說。并在1946年被改编成电影《邮差总按两遍铃》。